# Tropidauchen securicolle
Tropidauchen securicolle är en insektsart som beskrevs av Henri Saussure 1887. Tropidauchen securicolle ingår i släktet Tropidauchen och familjen Pamphagidae. Inga underarter finns listade i Catalogue of Life.